# The King of Fighters 2002
The King of Fighters 2002 è un picchiaduro a incontri pubblicato da Playmore.

## Modalità di gioco
Il gioco non possiede una trama originale, ma è un "dream match" come la versione del 1998: nel finale si osserva solo Rugal Bernstain che viene distrutto dal potere di Orochi mentre la sua nave volante (Black Noah) si autodistrugge sotto gli occhi di Heidern.
In questa edizione si ritorna al vecchio stile di squadra formata da 3 combattenti e viene abbandonata la figura dello Striker (il quarto personaggio che entra in scena per aiutare durante i combattimenti). Racchiude alcuni personaggi della saga che parte dal 1999 al 2001, ma ovviamente vengono recuperati vecchi team delle edizioni precedenti. Così, ad esempio, Yagami recupera le vecchie compagnie di Vice e Mature oppure Blue Mary quelle di Yamazaki e Billy Kane. Nella versione per PlayStation 2 vengono recuperati alcuni personaggi speciali apparsi in SNK vs. Capcom: SVC Chaos.

## Squadre
KoF 99' Team 
- K'
- Maxima
- Whip

Art of Fighting Team
- Ryo Sakazaki
- Robert Garcia
- Takuma Sakazaki

Fatal Fury Team 
- Terry Bogard
- Andy Bogard
- Joe Higashi

Psycho Soldier Team
- Athena Asamiya
- Sie Kensou
- Chin Gentsai

Japan Team
- Kyo Kusanagi
- Benimaru Nikaido
- Goro Daimon

Woman Fighters Team
- Mai Shiranui
- Yuri Sakazaki
- Mai-Lee

KoF 98' Team
- Yashiro Nanakase
- Shermie
- Chris

KoF 96' Team
- Iori Yagami
- Mature
- Vice

KoF 97' Team
- Ryujii Yamazaki
- Blue Mary
- Billy Kane

Ikari Team
- Leona Heidern
- Ralf
- Clark

Korea Team
- Kim Kap-Hwan
- Chang Koehan
- Choi Bounge

KoF 2000 Team 
- Vanessa
- Seth
- Ramon

KoF 2001 Team
- K9999
- Angel
- Kula Diamond

Edit Team
- Shingo Yabuki
- King
- Omega Rugal

Personaggi Segreti
- Kusanagi
- Orochi Yashiro
- Orochi Shermie
- Orochi Chris

Personaggi Aggiuntivi (PS2)
- Geese Howard
- Goenitz
- Orochi Iori

## Unlimited Match
Unlimited Match è una versione aggiornata del gioco con vecchi personaggi che sono apparsi dall'edizione 99 al 2001, nonché l'aggiunta dei vari boss incontrati ed un nuovo personaggio chiamato Nameless, che sostituisce il personaggio K9999 di The King of Fighters 2001.
Psycho Soldier Team
- Athena Asamiya
- Sie Kensou
- Bao

96' Women Fighters Team
- King
- Mai Shiranui
- Kasumi Todo

Pretty Girls Team
- XiangFei
- Hinako
- May-Lee

Master Team
- Heidern
- Takuma Sakazaki
- Chin Gentsai

Jhun Team
- Jhun Hoon
- Shingo Yabuki
- Lin

Clone Team
- Kusanagi
- Kyo-1
- Kyo-2

N.E.S.T. Team
- Kula Diamond
- Angel
- Foxy

Boss
- Krizalid
- Clone Zero
- Zero
- Igniz
- Omega Rugal

Edit Guest
- Nameless
- Geese Howard
- Goenitz
- Nightmare Geese
- EX Takuma Sakazaki
- EX Sie Kensou
- EX Robert Garcia
- Orochi Yashiro
- Orochi Shermie
- Orochi Chris